# Filipiny na Mistrzostwach Świata w Lekkoatletyce 2009
Filipiny na Mistrzostwach Świata w Lekkoatletyce 2009 – reprezentacja Filipin podczas czempionatu w Berlinie liczyła 2 zawodników – skoczków w dal. Nie zdobyła żadnego medalu.

## Występy reprezentantów Filipin

### Mężczyźni
| Konkurencja | Zawodnik     | Finał | Finał |
| Konkurencja | Zawodnik     | Wynik | Poz.  |
| ----------- | ------------ | ----- | ----- |
| Skok w dal  | Henry Dagmil | NM    |       |

### Kobiety
| Konkurencja | Zawodniczka       | Finał | Finał |
| Konkurencja | Zawodniczka       | Wynik | Poz.  |
| ----------- | ----------------- | ----- | ----- |
| Skok w dal  | Marestella Torres | 6,22  | 29.   |